# Cupa Davis 2002
Cupa Davis 2002 a fost cea de-a 91-a ediție a turneului masculin de tenis pe națiuni. Finala s-a desfășurat în perioada 29 noiembrie-1 decembrie și a fost câștigată de Rusia.

## Cupa Mondială 2002
| 2002 Echipele Grupei Mondiale | 2002 Echipele Grupei Mondiale | 2002 Echipele Grupei Mondiale | 2002 Echipele Grupei Mondiale |
| Argentina                     | Australia                     | Brazilia                      | Cehia                         |
| Croația                       | Elveția                       | Franța                        | Germania                      |
| Maroc                         | Olanda                        | Regatul Unit                  | Rusia                         |
| Slovacia                      | Spania                        | Suedia                        | Statele Unite                 |
| ----------------------------- | ----------------------------- | ----------------------------- | ----------------------------- |

### Rezultate
|  | Turul unu 8-10 februarie | Turul unu 8-10 februarie | Turul unu 8-10 februarie |   |         | Turul doi 5-7 aprilie | Turul doi 5-7 aprilie | Turul doi 5-7 aprilie |   |  | Semifinale 20-22 septembrie | Semifinale 20-22 septembrie | Semifinale 20-22 septembrie |   |  | Finală 29 nov-1 decembrie | Finală 29 nov-1 decembrie | Finală 29 nov-1 decembrie |
|  |                          |                          |                          |   |         |                       |                       |                       |   |  |                             |                             |                             |   |  |                           |                           |                           |
|  |                          | Franța                   | 3                        |   |         |                       |                       |                       |   |  |                             |                             |                             |   |  |                           |                           |                           |
|  |                          | Olanda                   | 2                        |   |         |                       |                       |                       |   |  |                             |                             |                             |   |  |                           |                           |                           |
|  |                          | Olanda                   | 2                        |   | Franța  | 3                     |                       |                       |   |  |                             |                             |                             |   |  |                           |                           |                           |
|  |                          |                          |                          |   | Franța  | 3                     |                       |                       |   |  |                             |                             |                             |   |  |                           |                           |                           |
|  |                          |                          | Cehia                    | 2 |         |                       |                       |                       |   |  |                             |                             |                             |   |  |                           |                           |                           |
|  |                          | Cehia                    | Cehia                    | 2 | 4       |                       |                       |                       |   |  |                             |                             |                             |   |  |                           |                           |                           |
|  |                          | Cehia                    |                          |   | 4       |                       |                       |                       |   |  |                             |                             |                             |   |  |                           |                           |                           |
|  |                          | Brazilia                 | 1                        |   |         |                       |                       |                       |   |  |                             |                             |                             |   |  |                           |                           |                           |
|  |                          |                          |                          |   |         |                       |                       | Franța                | 3 |  |                             |                             |                             |   |  |                           |                           |                           |
|  |                          |                          |                          |   |         |                       |                       |                       | 3 |  |                             |                             |                             |   |  |                           |                           |                           |
|  |                          |                          | Statele Unite            | 2 |         |                       |                       |                       |   |  |                             |                             |                             |   |  |                           |                           |                           |
|  |                          | Spania                   | Statele Unite            | 2 | 3       |                       |                       |                       |   |  |                             |                             |                             |   |  |                           |                           |                           |
|  |                          | Spania                   |                          |   | 3       |                       |                       |                       |   |  |                             |                             |                             |   |  |                           |                           |                           |
|  |                          | Maroc                    | 2                        |   |         |                       |                       |                       |   |  |                             |                             |                             |   |  |                           |                           |                           |
|  |                          | Maroc                    | 2                        |   | Spania  | 1                     |                       |                       |   |  |                             |                             |                             |   |  |                           |                           |                           |
|  |                          |                          |                          |   | Spania  | 1                     |                       |                       |   |  |                             |                             |                             |   |  |                           |                           |                           |
|  |                          |                          | Statele Unite            | 4 |         |                       |                       |                       |   |  |                             |                             |                             |   |  |                           |                           |                           |
|  |                          | Statele Unite            | Statele Unite            | 4 | 5       |                       |                       |                       |   |  |                             |                             |                             |   |  |                           |                           |                           |
|  |                          | Statele Unite            |                          |   | 5       |                       |                       |                       |   |  |                             |                             |                             |   |  |                           |                           |                           |
|  |                          | Slovacia                 | 0                        |   |         |                       |                       |                       |   |  |                             |                             |                             |   |  |                           |                           |                           |
|  |                          |                          |                          |   |         |                       |                       |                       |   |  |                             |                             | Franța                      | 2 |  |                           |                           |                           |
|  |                          |                          |                          |   |         |                       |                       |                       |   |  |                             |                             |                             |   |  |                           |                           |                           |
|  |                          |                          | Rusia                    | 3 |         |                       |                       |                       |   |  |                             |                             |                             |   |  |                           |                           |                           |
|  |                          | Rusia                    | Rusia                    | 3 | 3       |                       |                       |                       |   |  |                             |                             |                             |   |  |                           |                           |                           |
|  |                          | Rusia                    |                          |   | 3       |                       |                       |                       |   |  |                             |                             |                             |   |  |                           |                           |                           |
|  |                          | Elveția                  | 2                        |   |         |                       |                       |                       |   |  |                             |                             |                             |   |  |                           |                           |                           |
|  |                          | Elveția                  | 2                        |   | Rusia   | 4                     |                       |                       |   |  |                             |                             |                             |   |  |                           |                           |                           |
|  |                          |                          |                          |   | Rusia   | 4                     |                       |                       |   |  |                             |                             |                             |   |  |                           |                           |                           |
|  |                          |                          | Suedia                   | 1 |         |                       |                       |                       |   |  |                             |                             |                             |   |  |                           |                           |                           |
|  |                          | Regatul Unit             | Suedia                   | 1 | 2       |                       |                       |                       |   |  |                             |                             |                             |   |  |                           |                           |                           |
|  |                          | Regatul Unit             |                          |   | 2       |                       |                       |                       |   |  |                             |                             |                             |   |  |                           |                           |                           |
|  |                          | Suedia                   | 3                        |   |         |                       |                       |                       |   |  |                             |                             |                             |   |  |                           |                           |                           |
|  |                          |                          |                          |   |         |                       |                       | Rusia                 | 3 |  |                             |                             |                             |   |  |                           |                           |                           |
|  |                          |                          |                          |   |         |                       |                       |                       | 3 |  |                             |                             |                             |   |  |                           |                           |                           |
|  |                          |                          | Argentina                | 2 |         |                       |                       |                       |   |  |                             |                             |                             |   |  |                           |                           |                           |
|  |                          | Germania                 | Argentina                | 2 | 1       |                       |                       |                       |   |  |                             |                             |                             |   |  |                           |                           |                           |
|  |                          | Germania                 |                          |   | 1       |                       |                       |                       |   |  |                             |                             |                             |   |  |                           |                           |                           |
|  |                          | Croația                  | 4                        |   |         |                       |                       |                       |   |  |                             |                             |                             |   |  |                           |                           |                           |
|  |                          | Croația                  | 4                        |   | Croația | 2                     |                       |                       |   |  |                             |                             |                             |   |  |                           |                           |                           |
|  |                          |                          |                          |   | Croația | 2                     |                       |                       |   |  |                             |                             |                             |   |  |                           |                           |                           |
|  |                          |                          | Argentina                | 3 |         |                       |                       |                       |   |  |                             |                             |                             |   |  |                           |                           |                           |
|  |                          | Argentina                | Argentina                | 3 | 5       |                       |                       |                       |   |  |                             |                             |                             |   |  |                           |                           |                           |
|  |                          | Argentina                |                          |   | 5       |                       |                       |                       |   |  |                             |                             |                             |   |  |                           |                           |                           |
|  |                          | Australia                | 0                        |   |         |                       |                       |                       |   |  |                             |                             |                             |   |  |                           |                           |                           |

## Tur unu
| | Franța | 3                              | -     | 2     | Olanda |   |   |
| --- | ------ | ------------------------------ | ----- | ----- | ------ | - | - |
| The Arena, Metz, Franța |        |                                |       |       |        |   |   |
| 8 - 10 februarie 2002 |        |                                |       |       |        |   |   |
| \| 1 \| \| Sebastien Grosjean \| 7 \| 7 \| 6 \| \| \| \| 1 \| \| Edwin Kempes \| 5 \| 6 (5) \| 2 \| \| \| \| 2 \| \| Arnaud Clement \| 7 \| 2 \| 6(7) \| 6 \| 6 \| \| 2 \| \| Sjeng Schalken \| 5 \| 6 \| 7 \| 4 \| 2 \| \| 3 \| \| Cedric Pioline-Fabrice Santoro \| 4 \| 6 \| 1 \| 5 \| \| \| 3 \| \| Paul Haarhuis-Sjeng Schalken \| 6 \| 4 \| 6 \| 7 \| \| \| \| \| \| \| \| \| \| \| \| 4 \| \| Sebastien Grosjean \| 6 \| 1 \| 7 \| 2 \| 6 \| \| 4 \| \| Sjeng Schalken \| 2 \| 6 \| 6 (6) \| 6 \| 3 \| \| \| \| \| \| \| \| \| \| \| 5 \| \| Arnaud Clement \| 6 (5) \| 3 \| \| \| \| \| 5 \| \| Edwin Kempes \| 7 \| 6 \| \| \| \| \| \| \| \| \| \| \| \| \| |        |                                |       |       |        |   |   |
| 1 |        | Sebastien Grosjean             | 7     | 7     | 6      |   |   |
| 1 |        | Edwin Kempes                   | 5     | 6 (5) | 2      |   |   |
| 2 |        | Arnaud Clement                 | 7     | 2     | 6(7)   | 6 | 6 |
| 2 |        | Sjeng Schalken                 | 5     | 6     | 7      | 4 | 2 |
| 3 |        | Cedric Pioline-Fabrice Santoro | 4     | 6     | 1      | 5 |   |
| 3 |        | Paul Haarhuis-Sjeng Schalken   | 6     | 4     | 6      | 7 |   |
| |        |                                |       |       |        |   |   |
| 4 |        | Sebastien Grosjean             | 6     | 1     | 7      | 2 | 6 |
| 4 |        | Sjeng Schalken                 | 2     | 6     | 6 (6)  | 6 | 3 |
| |        |                                |       |       |        |   |   |
| 5 |        | Arnaud Clement                 | 6 (5) | 3     |        |   |   |
| 5 |        | Edwin Kempes                   | 7     | 6     |        |   |   |
| |        |                                |       |       |        |   |   |

| | Cehia | 4                         | -      | 1     | Brazilia |   |  |
| --- | ----- | ------------------------- | ------ | ----- | -------- | - |  |
| Sports Culture Palace, Ostrava, Cehia |       |                           |        |       |          |   |  |
| 8 - 10 februarie 2002 |       |                           |        |       |          |   |  |
| \| 1 \| \| Jiri Novak \| 6 (10) \| 6 \| 6 \| 6 \| \| \| 1 \| \| Andre Sa \| 7 \| 1 \| 1 \| 4 \| \| \| 2 \| \| Bohdan Ulihrach \| 6 \| 6 \| 6 \| \| \| \| 2 \| \| Fernando Meligeni \| 3 \| 4 \| 4 \| \| \| \| 3 \| \| Jiri Novak-David Rikl \| 6 \| 6 \| 7 \| \| \| \| 3 \| \| Andre Sa-Alexandre Simoni \| 4 \| 3 \| 5 \| \| \| \| \| \| \| \| \| \| \| \| \| 4 \| \| Jan Vacek \| 1 \| 6 (6) \| \| \| \| \| 4 \| \| Flavio Saretta \| 6 \| 7 \| \| \| \| \| \| \| \| \| \| \| \| \| \| 5 \| \| Bohdan Ulihrach \| 6 \| 6 \| \| \| \| \| 5 \| \| Andre Sa \| 1 \| 2 \| \| \| \| \| \| \| \| \| \| \| \| \| |       |                           |        |       |          |   |  |
| 1 |       | Jiri Novak                | 6 (10) | 6     | 6        | 6 |  |
| 1 |       | Andre Sa                  | 7      | 1     | 1        | 4 |  |
| 2 |       | Bohdan Ulihrach           | 6      | 6     | 6        |   |  |
| 2 |       | Fernando Meligeni         | 3      | 4     | 4        |   |  |
| 3 |       | Jiri Novak-David Rikl     | 6      | 6     | 7        |   |  |
| 3 |       | Andre Sa-Alexandre Simoni | 4      | 3     | 5        |   |  |
| |       |                           |        |       |          |   |  |
| 4 |       | Jan Vacek                 | 1      | 6 (6) |          |   |  |
| 4 |       | Flavio Saretta            | 6      | 7     |          |   |  |
| |       |                           |        |       |          |   |  |
| 5 |       | Bohdan Ulihrach           | 6      | 6     |          |   |  |
| 5 |       | Andre Sa                  | 1      | 2     |          |   |  |
| |       |                           |        |       |          |   |  |

| | Spania | 3                          | -     | 2 | Maroc |   |   |
| --- | ------ | -------------------------- | ----- | - | ----- | - | - |
| Pabellón Príncipe Felipe, Zaragoza, Spania |        |                            |       |   |       |   |   |
| 8 - 10 februarie 2002 |        |                            |       |   |       |   |   |
| \| 1 \| \| Juan Carlos Ferrero \| 6 \| 6 \| 6 \| \| \| \| 1 \| \| Hicham Arazi \| 3 \| 1 \| 2 \| \| \| \| 2 \| \| Alex Corretja \| 3 \| 5 \| 4 \| \| \| \| 2 \| \| Younes El Aynaoui \| 6 \| 7 \| 6 \| \| \| \| 3 \| \| J.M.Balcells-Alex Corretja \| 2 \| 6 \| 7 \| 6 \| \| \| 3 \| \| Karim Alami-Hicham Arazi \| 6 \| 2 \| 6 (8) \| 4 \| \| \| \| \| \| \| \| \| \| \| \| 4 \| \| Juan Carlos Ferrero \| 6 (2) \| 0 \| 6 \| 6 \| 3 \| \| 4 \| \| Younes El Aynaoui \| 7 \| 6 \| 3 \| 0 \| 6 \| \| \| \| \| \| \| \| \| \| \| 5 \| \| Alex Corretja \| 6 \| 6 \| \| \| \| \| 5 \| \| Hicham Arazi \| 3 \| 0 \| R \| \| \| \| \| \| \| \| \| \| \| \| |        |                            |       |   |       |   |   |
| 1 |        | Juan Carlos Ferrero        | 6     | 6 | 6     |   |   |
| 1 |        | Hicham Arazi               | 3     | 1 | 2     |   |   |
| 2 |        | Alex Corretja              | 3     | 5 | 4     |   |   |
| 2 |        | Younes El Aynaoui          | 6     | 7 | 6     |   |   |
| 3 |        | J.M.Balcells-Alex Corretja | 2     | 6 | 7     | 6 |   |
| 3 |        | Karim Alami-Hicham Arazi   | 6     | 2 | 6 (8) | 4 |   |
| |        |                            |       |   |       |   |   |
| 4 |        | Juan Carlos Ferrero        | 6 (2) | 0 | 6     | 6 | 3 |
| 4 |        | Younes El Aynaoui          | 7     | 6 | 3     | 0 | 6 |
| |        |                            |       |   |       |   |   |
| 5 |        | Alex Corretja              | 6     | 6 |       |   |   |
| 5 |        | Hicham Arazi               | 3     | 0 | R     |   |   |
| |        |                            |       |   |       |   |   |

| | SUA | 5                      | - | 0     | Slovacia |       |  |
| --- | --- | ---------------------- | - | ----- | -------- | ----- |  |
| Myriad Convention Centre, Oklahoma, Statele Unite |     |                        |   |       |          |       |  |
| 8 - 10 februarie 2002 |     |                        |   |       |          |       |  |
| \| 1 \| \| Pete Sampras \| 6 \| 6 (3) \| 6 \| 7 \| \| \| 1 \| \| Karol Beck \| 3 \| 7 \| 1 \| 5 \| \| \| 2 \| \| Andy Roddick \| 6 \| 6 \| 6 (6) \| 7 \| \| \| 2 \| \| Jan Kroslak \| 4 \| 4 \| 7 \| 6 (1) \| \| \| 3 \| \| James Blake-Mardy Fish \| 6 \| 6 (5) \| 6 \| 6 \| \| \| 3 \| \| Karol Beck-Jan Kroslak \| 3 \| 7 \| 3 \| 4 \| \| \| \| \| \| \| \| \| \| \| \| 4 \| \| James Blake \| 4 \| 6 \| 6 \| \| \| \| 4 \| \| Ladislav Svarc \| 6 \| 3 \| 0 \| \| \| \| \| \| \| \| \| \| \| \| \| 5 \| \| Andy Roddick \| 6 \| 7 \| \| \| \| \| 5 \| \| Karol Beck \| 4 \| 6 (5) \| \| \| \| \| \| \| \| \| \| \| \| \| |     |                        |   |       |          |       |  |
| 1 |     | Pete Sampras           | 6 | 6 (3) | 6        | 7     |  |
| 1 |     | Karol Beck             | 3 | 7     | 1        | 5     |  |
| 2 |     | Andy Roddick           | 6 | 6     | 6 (6)    | 7     |  |
| 2 |     | Jan Kroslak            | 4 | 4     | 7        | 6 (1) |  |
| 3 |     | James Blake-Mardy Fish | 6 | 6 (5) | 6        | 6     |  |
| 3 |     | Karol Beck-Jan Kroslak | 3 | 7     | 3        | 4     |  |
| |     |                        |   |       |          |       |  |
| 4 |     | James Blake            | 4 | 6     | 6        |       |  |
| 4 |     | Ladislav Svarc         | 6 | 3     | 0        |       |  |
| |     |                        |   |       |          |       |  |
| 5 |     | Andy Roddick           | 6 | 7     |          |       |  |
| 5 |     | Karol Beck             | 4 | 6 (5) |          |       |  |
| |     |                        |   |       |          |       |  |

| | Rusia | 3                              | -     | 2     | Elveția |       |   |
| --- | ----- | ------------------------------ | ----- | ----- | ------- | ----- | - |
| Olympic Stadium, Moscova, Rusia |       |                                |       |       |         |       |   |
| 8 - 10 februarie 2002 |       |                                |       |       |         |       |   |
| \| 1 \| \| Marat Safin \| 5 \| 1 \| 2 \| \| \| \| 1 \| \| Roger Federer \| 7 \| 6 \| 6 \| \| \| \| 2 \| \| Yevgeny Kafelnikov \| 6 \| 4 \| 1 \| 7 \| 6 \| \| 2 \| \| Michel Kratochvil \| 3 \| 6 \| 6 \| 6 (3) \| 2 \| \| 3 \| \| Yevgeni Kafelnikov-Marat Safin \| 6 \| 7 \| 6 (0) \| 6 \| \| \| 3 \| \| Roger Federer-Marc Rosset \| 2 \| 6 (6) \| 7 \| 2 \| \| \| \| \| \| \| \| \| \| \| \| 4 \| \| Yevgeny Kafelnikov \| 6 (6) \| 1 \| 1 \| \| \| \| 4 \| \| Roger Federer \| 7 \| 6 \| 6 \| \| \| \| \| \| \| \| \| \| \| \| \| 5 \| \| Marat Safin \| 6 \| 7 \| 6 \| \| \| \| 5 \| \| Michel Kratochvil \| 1 \| 6 (6) \| 4 \| \| \| \| \| \| \| \| \| \| \| \| |       |                                |       |       |         |       |   |
| 1 |       | Marat Safin                    | 5     | 1     | 2       |       |   |
| 1 |       | Roger Federer                  | 7     | 6     | 6       |       |   |
| 2 |       | Yevgeny Kafelnikov             | 6     | 4     | 1       | 7     | 6 |
| 2 |       | Michel Kratochvil              | 3     | 6     | 6       | 6 (3) | 2 |
| 3 |       | Yevgeni Kafelnikov-Marat Safin | 6     | 7     | 6 (0)   | 6     |   |
| 3 |       | Roger Federer-Marc Rosset      | 2     | 6 (6) | 7       | 2     |   |
| |       |                                |       |       |         |       |   |
| 4 |       | Yevgeny Kafelnikov             | 6 (6) | 1     | 1       |       |   |
| 4 |       | Roger Federer                  | 7     | 6     | 6       |       |   |
| |       |                                |       |       |         |       |   |
| 5 |       | Marat Safin                    | 6     | 7     | 6       |       |   |
| 5 |       | Michel Kratochvil              | 1     | 6 (6) | 4       |       |   |
| |       |                                |       |       |         |       |   |

| | Marea Britanie | 2                        | -     | 3     | Suedia |    |   |
| --- | -------------- | ------------------------ | ----- | ----- | ------ | -- | - |
| National Indoor Arena, Birmingham, Anglia |                |                          |       |       |        |    |   |
| 8 - 10 februarie 2002 |                |                          |       |       |        |    |   |
| \| 1 \| \| Tim Henman \| 6 \| 7 \| 4 \| '7 \| \| \| 1 \| \| Jonas Björkman \| 4 \| 5 \| 6 \| 5 \| \| \| 2 \| \| Greg Rusedski \| 6 (3) \| 6 (5) \| 2 \| \| \| \| 2 \| \| Thomas Enqvist \| 7 \| 7 \| 6 \| \| \| \| 3 \| \| Tim Henman-Greg Rusedski \| 7 \| 2 \| 6 (4) \| 6 \| 6 \| \| 3 \| \| J.Björkman-T.Johansson \| 6 (1) \| 6 \| 7 \| 3 \| 3 \| \| \| \| \| \| \| \| \| \| \| 4 \| \| Tim Henman \| 4 \| 2 \| 4 \| \| \| \| 4 \| \| Thomas Enqvist \| 6 \| 6 \| 6 \| \| \| \| \| \| \| \| \| \| \| \| \| 5 \| \| Greg Rusedski \| 6 \| 3 \| 5 \| 4 \| \| \| 5 \| \| Thomas Johansson \| 4 \| 6 \| 7 \| 6 \| \| \| \| \| \| \| \| \| \| \| |                |                          |       |       |        |    |   |
| 1 |                | Tim Henman               | 6     | 7     | 4      | '7 |   |
| 1 |                | Jonas Björkman           | 4     | 5     | 6      | 5  |   |
| 2 |                | Greg Rusedski            | 6 (3) | 6 (5) | 2      |    |   |
| 2 |                | Thomas Enqvist           | 7     | 7     | 6      |    |   |
| 3 |                | Tim Henman-Greg Rusedski | 7     | 2     | 6 (4)  | 6  | 6 |
| 3 |                | J.Björkman-T.Johansson   | 6 (1) | 6     | 7      | 3  | 3 |
| |                |                          |       |       |        |    |   |
| 4 |                | Tim Henman               | 4     | 2     | 4      |    |   |
| 4 |                | Thomas Enqvist           | 6     | 6     | 6      |    |   |
| |                |                          |       |       |        |    |   |
| 5 |                | Greg Rusedski            | 6     | 3     | 5      | 4  |   |
| 5 |                | Thomas Johansson         | 4     | 6     | 7      | 6  |   |
| |                |                          |       |       |        |    |   |

| | Croația | 4                               | -     | 1     | Germania |       |  |
| --- | ------- | ------------------------------- | ----- | ----- | -------- | ----- |  |
| Dom Sports Hall, Zagreb, Croația |         |                                 |       |       |          |       |  |
| 8 - 10 februarie 2002 |         |                                 |       |       |          |       |  |
| \| 1 \| \| Ivan Ljubicic \| 7 \| 6 (3) \| 3 \| 6 (5) \| \| \| 1 \| \| Rainer Schuettler \| 5 \| 7 \| 6 \| 7 \| \| \| 2 \| \| Goran Ivanisevic \| 7 \| 6 \| 6 \| \| \| \| 2 \| \| Nicolas Kiefer \| 6 (3) \| 3 \| 4 \| \| \| \| 3 \| \| Goran Ivanisevic-Ivan Ljubicic \| 6 \| 6 \| 7 \| \| \| \| 3 \| \| Michael Kohlmann-David Prinosil \| 4 \| 4 \| 5 \| \| \| \| \| \| \| \| \| \| \| \| \| 4 \| \| Goran Ivanisevic \| 6 \| 7 \| 7 \| \| \| \| 4 \| \| Rainer Schuettler \| 4 \| 6 (4) \| 6 (5) \| \| \| \| \| \| \| \| \| \| \| \| \| 5 \| \| Ivan Ljubicic \| 7 \| 6 \| \| \| \| \| 5 \| \| Nicolas Kiefer \| 6 (1) \| 4 \| \| \| \| \| \| \| \| \| \| \| \| \| |         |                                 |       |       |          |       |  |
| 1 |         | Ivan Ljubicic                   | 7     | 6 (3) | 3        | 6 (5) |  |
| 1 |         | Rainer Schuettler               | 5     | 7     | 6        | 7     |  |
| 2 |         | Goran Ivanisevic                | 7     | 6     | 6        |       |  |
| 2 |         | Nicolas Kiefer                  | 6 (3) | 3     | 4        |       |  |
| 3 |         | Goran Ivanisevic-Ivan Ljubicic  | 6     | 6     | 7        |       |  |
| 3 |         | Michael Kohlmann-David Prinosil | 4     | 4     | 5        |       |  |
| |         |                                 |       |       |          |       |  |
| 4 |         | Goran Ivanisevic                | 6     | 7     | 7        |       |  |
| 4 |         | Rainer Schuettler               | 4     | 6 (4) | 6 (5)    |       |  |
| |         |                                 |       |       |          |       |  |
| 5 |         | Ivan Ljubicic                   | 7     | 6     |          |       |  |
| 5 |         | Nicolas Kiefer                  | 6 (1) | 4     |          |       |  |
| |         |                                 |       |       |          |       |  |

| | Argentina | 5                             | - | 0     | Australia |   |    |
| --- | --------- | ----------------------------- | - | ----- | --------- | - | -- |
| Buenos Aires Lawn Tennis Club, Buenos Aires, Argentina |           |                               |   |       |           |   |    |
| 8 - 10 februarie 2002 |           |                               |   |       |           |   |    |
| \| 1 \| \| Guillermo Cañas \| 6 \| 6 (4) \| 5 \| 6 \| 6 \| \| 1 \| \| Scott Draper \| 4 \| 7 \| 7 \| 4 \| 1 \| \| 2 \| \| Gastón Gaudio \| 6 \| 6 \| 6 \| \| \| \| 2 \| \| Andrew Ile \| 1 \| 1 \| 2 \| \| \| \| 3 \| \| Lucas Arnold-Guillermo Cañas \| 3 \| 6 \| 6 \| 1 \| 10 \| \| 3 \| \| Wayne Arthurs-Todd Woodbridge \| 6 \| 3 \| 4 \| 6 \| 8 \| \| \| \| \| \| \| \| \| \| \| 4 \| \| Juan Ignacio Chela \| 6 \| 6 \| \| \| \| \| 4 \| \| Andrew Ile \| 1 \| 1 \| \| \| \| \| \| \| \| \| \| \| \| \| \| 5 \| \| Gastón Gaudio \| 6 \| 6 \| \| \| \| \| 5 \| \| Scott Draper \| 3 \| 2 \| \| \| \| \| \| \| \| \| \| \| \| \| |           |                               |   |       |           |   |    |
| 1 |           | Guillermo Cañas               | 6 | 6 (4) | 5         | 6 | 6  |
| 1 |           | Scott Draper                  | 4 | 7     | 7         | 4 | 1  |
| 2 |           | Gastón Gaudio                 | 6 | 6     | 6         |   |    |
| 2 |           | Andrew Ile                    | 1 | 1     | 2         |   |    |
| 3 |           | Lucas Arnold-Guillermo Cañas  | 3 | 6     | 6         | 1 | 10 |
| 3 |           | Wayne Arthurs-Todd Woodbridge | 6 | 3     | 4         | 6 | 8  |
| |           |                               |   |       |           |   |    |
| 4 |           | Juan Ignacio Chela            | 6 | 6     |           |   |    |
| 4 |           | Andrew Ile                    | 1 | 1     |           |   |    |
| |           |                               |   |       |           |   |    |
| 5 |           | Gastón Gaudio                 | 6 | 6     |           |   |    |
| 5 |           | Scott Draper                  | 3 | 2     |           |   |    |
| |           |                               |   |       |           |   |    |

## Tur doi
| | Franța | 3                              | -     | 2 | Cehia |   |   |
| --- | ------ | ------------------------------ | ----- | - | ----- | - | - |
| Palais des Sports, Pau, Franța |        |                                |       |   |       |   |   |
| 5 - 7 aprilie 2002 |        |                                |       |   |       |   |   |
| \| 1 \| \| Sebastien Grosjean \| 6 \| 3 \| 0 \| 6 \| 6 \| \| 1 \| \| Bohdan Ulihrach \| 3 \| 6 \| 6 \| 3 \| 1 \| \| 2 \| \| Nicolas Escude \| 6 (4) \| 1 \| 7 \| 5 \| \| \| 2 \| \| Jiri Novak \| 7 \| 6 \| 6 (5) \| 7 \| \| \| 3 \| \| Michael Llodra-Fabrice Santoro \| 6 \| 6 \| 6 \| \| \| \| 3 \| \| Jiri Novak-David Rikl \| 3 \| 1 \| 4 \| \| \| \| \| \| \| \| \| \| \| \| \| 4 \| \| Sebastien Grosjean \| 6 \| 1 \| 3 \| 1 \| \| \| 4 \| \| Jiri Novak \| 3 \| 6 \| 6 \| 6 \| \| \| \| \| \| \| \| \| \| \| \| 5 \| \| Fabrice Santoro \| 7 \| 7 \| 3 \| 4 \| 6 \| \| 5 \| \| Bohdan Ulihrach \| 6 (2) \| 5 \| 6 \| 6 \| 3 \| \| \| \| \| \| \| \| \| \| |        |                                |       |   |       |   |   |
| 1 |        | Sebastien Grosjean             | 6     | 3 | 0     | 6 | 6 |
| 1 |        | Bohdan Ulihrach                | 3     | 6 | 6     | 3 | 1 |
| 2 |        | Nicolas Escude                 | 6 (4) | 1 | 7     | 5 |   |
| 2 |        | Jiri Novak                     | 7     | 6 | 6 (5) | 7 |   |
| 3 |        | Michael Llodra-Fabrice Santoro | 6     | 6 | 6     |   |   |
| 3 |        | Jiri Novak-David Rikl          | 3     | 1 | 4     |   |   |
| |        |                                |       |   |       |   |   |
| 4 |        | Sebastien Grosjean             | 6     | 1 | 3     | 1 |   |
| 4 |        | Jiri Novak                     | 3     | 6 | 6     | 6 |   |
| |        |                                |       |   |       |   |   |
| 5 |        | Fabrice Santoro                | 7     | 7 | 3     | 4 | 6 |
| 5 |        | Bohdan Ulihrach                | 6 (2) | 5 | 6     | 6 | 3 |
| |        |                                |       |   |       |   |   |

| | SUA | 3                           | - | 1 | Spania |   |   |
| --- | --- | --------------------------- | - | - | ------ | - | - |
| Westside Tennis Club, Houston, Statele Unite |     |                             |   |   |        |   |   |
| 5 - 7 aprilie 2002 |     |                             |   |   |        |   |   |
| \| 1 \| \| Andy Roddick \| 6 \| 7 \| 7 \| \| \| \| 1 \| \| Tommy Robredo \| 3 \| 5 \| 6 (7) \| \| \| \| 2 \| \| Pete Sampras \| 6 \| 6 \| 6 (4) \| 5 \| 4 \| \| 2 \| \| Alex Corretja \| 4 \| 4 \| 7 \| 7 \| 6 \| \| 3 \| \| James Blake-Todd Martin \| 6 \| 6 \| 6 \| \| \| \| 3 \| \| J.M.Balcells-Alberto Martin \| 1 \| 4 \| 4 \| \| \| \| \| \| \| \| \| \| \| \| \| 4 \| \| Andy Roddick \| 6 \| 6 \| 6 \| \| \| \| 4 \| \| Alberto Martin \| 2 \| 4 \| 2 \| \| \| \| \| \| \| \| \| \| \| \| \| 5 \| \| James Blake \| 1 \| 4 \| R \| \| \| \| 5 \| \| Tommy Robredo \| 6 \| 5 \| \| \| \| \| \| \| \| \| \| \| \| \| |     |                             |   |   |        |   |   |
| 1 |     | Andy Roddick                | 6 | 7 | 7      |   |   |
| 1 |     | Tommy Robredo               | 3 | 5 | 6 (7)  |   |   |
| 2 |     | Pete Sampras                | 6 | 6 | 6 (4)  | 5 | 4 |
| 2 |     | Alex Corretja               | 4 | 4 | 7      | 7 | 6 |
| 3 |     | James Blake-Todd Martin     | 6 | 6 | 6      |   |   |
| 3 |     | J.M.Balcells-Alberto Martin | 1 | 4 | 4      |   |   |
| |     |                             |   |   |        |   |   |
| 4 |     | Andy Roddick                | 6 | 6 | 6      |   |   |
| 4 |     | Alberto Martin              | 2 | 4 | 2      |   |   |
| |     |                             |   |   |        |   |   |
| 5 |     | James Blake                 | 1 | 4 | R      |   |   |
| 5 |     | Tommy Robredo               | 6 | 5 |        |   |   |
| |     |                             |   |   |        |   |   |

| | Rusia | 4                              | -     | 1     | Suedia |   |   |
| --- | ----- | ------------------------------ | ----- | ----- | ------ | - | - |
| Sports Palace "Luzhniki", Moscova, Rusia |       |                                |       |       |        |   |   |
| 5 - 7 aprilie 2002 |       |                                |       |       |        |   |   |
| \| 1 \| \| Marat Safin \| 6 \| 6 \| 6 \| \| \| \| 1 \| \| Thomas Johansson \| 4 \| 4 \| 4 \| \| \| \| 2 \| \| Yevgeny Kafelnikov \| 7 \| 6 \| 6 \| \| \| \| 2 \| \| Thomas Enqvist \| 6 (6) \| 3 \| 1 \| \| \| \| 3 \| \| Yevgeny Kafelnikov-Marat Safin \| 3 \| 7 \| 6 (2) \| 7 \| 6 \| \| 3 \| \| J.Björkman-T.Johansson \| 6 \| 6 (6) \| 7 \| 5 \| 3 \| \| \| \| \| \| \| \| \| \| \| 4 \| \| Mihail Youzhny \| 3 \| 4 \| \| \| \| \| 4 \| \| Thomas Johansson \| 6 \| 6 \| \| \| \| \| \| \| \| \| \| \| \| \| \| 5 \| \| Andrei Stoliarov \| 4 \| 5 \| R \| \| \| \| 5 \| \| Andreas Vinciguerra \| 6 \| 2 \| R \| \| \| \| \| \| \| \| \| \| \| \| |       |                                |       |       |        |   |   |
| 1 |       | Marat Safin                    | 6     | 6     | 6      |   |   |
| 1 |       | Thomas Johansson               | 4     | 4     | 4      |   |   |
| 2 |       | Yevgeny Kafelnikov             | 7     | 6     | 6      |   |   |
| 2 |       | Thomas Enqvist                 | 6 (6) | 3     | 1      |   |   |
| 3 |       | Yevgeny Kafelnikov-Marat Safin | 3     | 7     | 6 (2)  | 7 | 6 |
| 3 |       | J.Björkman-T.Johansson         | 6     | 6 (6) | 7      | 5 | 3 |
| |       |                                |       |       |        |   |   |
| 4 |       | Mihail Youzhny                 | 3     | 4     |        |   |   |
| 4 |       | Thomas Johansson               | 6     | 6     |        |   |   |
| |       |                                |       |       |        |   |   |
| 5 |       | Andrei Stoliarov               | 4     | 5     | R      |   |   |
| 5 |       | Andreas Vinciguerra            | 6     | 2     | R      |   |   |
| |       |                                |       |       |        |   |   |

| | Argentina | 3                              | -     | 2 | Croația |   |   |
| --- | --------- | ------------------------------ | ----- | - | ------- | - | - |
| Buenos Aires Lawn Tennis Club, Buenos Aires, Argentina |           |                                |       |   |         |   |   |
| 5 - 7 aprilie 2002 |           |                                |       |   |         |   |   |
| \| 1 \| \| Gastón Gaudio \| 7 \| 6 \| 6 \| \| \| \| 1 \| \| Ivan Ljubicic \| 6 (5) \| 2 \| 3 \| \| \| \| 2 \| \| Juan Ignacio Chela \| 5 \| 6 \| 6 \| 6 \| \| \| 2 \| \| Ivo Karlovic \| 7 \| 4 \| 4 \| 2 \| \| \| 3 \| \| Lucas Arnold-Guillermo Cañas \| 6 \| 6 \| 3 \| 0 \| 6 \| \| 3 \| \| Goran Ivanisevic-Ivan Ljubicic \| 4 \| 2 \| 6 \| 6 \| 8 \| \| \| \| \| \| \| \| \| \| \| 4 \| \| Juan Ignacio Chela \| 3 \| 6 \| 6 (5) \| 4 \| \| \| 4 \| \| Ivan Ljubicic \| 6 \| 1 \| 7 \| 6 \| \| \| \| \| \| \| \| \| \| \| \| 5 \| \| Gastón Gaudio \| 6 \| 6 \| 6 \| \| \| \| 5 \| \| Ivo Karlovic \| 4 \| 4 \| 2 \| \| \| \| \| \| \| \| \| \| \| \| |           |                                |       |   |         |   |   |
| 1 |           | Gastón Gaudio                  | 7     | 6 | 6       |   |   |
| 1 |           | Ivan Ljubicic                  | 6 (5) | 2 | 3       |   |   |
| 2 |           | Juan Ignacio Chela             | 5     | 6 | 6       | 6 |   |
| 2 |           | Ivo Karlovic                   | 7     | 4 | 4       | 2 |   |
| 3 |           | Lucas Arnold-Guillermo Cañas   | 6     | 6 | 3       | 0 | 6 |
| 3 |           | Goran Ivanisevic-Ivan Ljubicic | 4     | 2 | 6       | 6 | 8 |
| |           |                                |       |   |         |   |   |
| 4 |           | Juan Ignacio Chela             | 3     | 6 | 6 (5)   | 4 |   |
| 4 |           | Ivan Ljubicic                  | 6     | 1 | 7       | 6 |   |
| |           |                                |       |   |         |   |   |
| 5 |           | Gastón Gaudio                  | 6     | 6 | 6       |   |   |
| 5 |           | Ivo Karlovic                   | 4     | 4 | 2       |   |   |
| |           |                                |       |   |         |   |   |

## Semifinale
| | Franța | 3                              | - | 2     | SUA   |   |   |
| --- | ------ | ------------------------------ | - | ----- | ----- | - | - |
| Stadionul Roland Garros, Paris, Franța |        |                                |   |       |       |   |   |
| 20 - 22 septembrie 2002 |        |                                |   |       |       |   |   |
| \| 1 \| \| Arnaud Clement \| 4 \| 7 \| 7 \| 6 \| \| \| 1 \| \| Andy Roddick \| 6 \| 6 (6) \| 6 (5) \| 1 \| \| \| 2 \| \| Sebastien Grosjean \| 6 \| 6 \| 6(7) \| 7 \| \| \| 2 \| \| James Blake \| 4 \| 1 \| 7 \| 5 \| \| \| 3 \| \| Michael Llodra-Fabrice Santoro \| 6 \| 6(2) \| 6 \| 4 \| 4 \| \| 3 \| \| James Blake-Todd Martin \| 2 \| 7 \| 2 \| 6 \| 6 \| \| \| \| \| \| \| \| \| \| \| 4 \| \| Sebastien Grosjean \| 6 \| 3 \| 6 \| 6 \| \| \| 4 \| \| Andy Roddick \| 4 \| 6 \| 3 \| 4 \| \| \| \| \| \| \| \| \| \| \| \| 5 \| \| Arnaud Clement \| 4 \| 3 \| \| \| \| \| 5 \| \| James Blake \| 6 \| 6 \| \| \| \| \| \| \| \| \| \| \| \| \| |        |                                |   |       |       |   |   |
| 1 |        | Arnaud Clement                 | 4 | 7     | 7     | 6 |   |
| 1 |        | Andy Roddick                   | 6 | 6 (6) | 6 (5) | 1 |   |
| 2 |        | Sebastien Grosjean             | 6 | 6     | 6(7)  | 7 |   |
| 2 |        | James Blake                    | 4 | 1     | 7     | 5 |   |
| 3 |        | Michael Llodra-Fabrice Santoro | 6 | 6(2)  | 6     | 4 | 4 |
| 3 |        | James Blake-Todd Martin        | 2 | 7     | 2     | 6 | 6 |
| |        |                                |   |       |       |   |   |
| 4 |        | Sebastien Grosjean             | 6 | 3     | 6     | 6 |   |
| 4 |        | Andy Roddick                   | 4 | 6     | 3     | 4 |   |
| |        |                                |   |       |       |   |   |
| 5 |        | Arnaud Clement                 | 4 | 3     |       |   |   |
| 5 |        | James Blake                    | 6 | 6     |       |   |   |
| |        |                                |   |       |       |   |   |

| | Rusia | 3                              | -    | 2    | Argentina |   |    |
| --- | ----- | ------------------------------ | ---- | ---- | --------- | - | -- |
| Sports Palace "Luzhniki", Moscova, Rusia |       |                                |      |      |           |   |    |
| 20 - 22 septembrie 2002 |       |                                |      |      |           |   |    |
| \| 1 \| \| Marat Safin \| 6(1) \| 7 \| 7 \| 6 \| \| \| 1 \| \| Juan Ignacio Chela \| 7 \| 5 \| 5 \| 1 \| \| \| 2 \| \| Yevgeny Kafelnikov \| 3 \| 7 \| 6 \| 2 \| 8 \| \| 2 \| \| Gastón Gaudio \| 6 \| 5 \| 3 \| 6 \| 6 \| \| 3 \| \| Yevgeny Kafelnikov-Marat Safin \| 4 \| 4 \| 7 \| 6 \| 17 \| \| 3 \| \| Lucas Arnold-David Nalbandian \| 6 \| 6 \| 5 \| 3 \| 19 \| \| \| \| \| \| \| \| \| \| \| 4 \| \| Marat Safin \| 7 \| 6(5) \| 6 \| 6 \| \| \| 4 \| \| David Nalbandian \| 6(3) \| 7 \| 0 \| 3 \| \| \| \| \| \| \| \| \| \| \| \| 5 \| \| Mikhail Youzhny \| 6(5) \| 7 \| 4 \| \| \| \| 5 \| \| Juan Ignacio Chela \| 7 \| 6(3) \| 6 \| \| \| \| \| \| \| \| \| \| \| \| |       |                                |      |      |           |   |    |
| 1 |       | Marat Safin                    | 6(1) | 7    | 7         | 6 |    |
| 1 |       | Juan Ignacio Chela             | 7    | 5    | 5         | 1 |    |
| 2 |       | Yevgeny Kafelnikov             | 3    | 7    | 6         | 2 | 8  |
| 2 |       | Gastón Gaudio                  | 6    | 5    | 3         | 6 | 6  |
| 3 |       | Yevgeny Kafelnikov-Marat Safin | 4    | 4    | 7         | 6 | 17 |
| 3 |       | Lucas Arnold-David Nalbandian  | 6    | 6    | 5         | 3 | 19 |
| |       |                                |      |      |           |   |    |
| 4 |       | Marat Safin                    | 7    | 6(5) | 6         | 6 |    |
| 4 |       | David Nalbandian               | 6(3) | 7    | 0         | 3 |    |
| |       |                                |      |      |           |   |    |
| 5 |       | Mikhail Youzhny                | 6(5) | 7    | 4         |   |    |
| 5 |       | Juan Ignacio Chela             | 7    | 6(3) | 6         |   |    |
| |       |                                |      |      |           |   |    |

## Finala
| | Franța | 2                              | -    | 3 | Rusia |   |   |
| --- | ------ | ------------------------------ | ---- | - | ----- | - | - |
| Palais Omnisports de Paris-Bercy, Paris, Franța |        |                                |      |   |       |   |   |
| 29 - 1 decembrie 2002 |        |                                |      |   |       |   |   |
| \| 1 \| \| Paul-Henri Mathieu \| 4 \| 6 \| 1 \| 4 \| \| \| 1 \| \| Marat Safin \| 6 \| 3 \| 6 \| 6 \| \| \| 2 \| \| Sébastien Grosjean \| 7 \| 6 \| 6 \| \| \| \| 2 \| \| Yevgeny Kafelnikov \| 6(3) \| 3 \| 0 \| \| \| \| 3 \| \| Nicolas Escudé-Fabrice Santoro \| 6 \| 3 \| 5 \| 6 \| 6 \| \| 3 \| \| Yevgeny Kafelnikov-Marat Safin \| 3 \| 6 \| 7 \| 3 \| 4 \| \| \| \| \| \| \| \| \| \| \| 4 \| \| Sébastien Grosjean \| 3 \| 2 \| 6(11) \| \| \| \| 4 \| \| Marat Safin \| 6 \| 6 \| 7 \| \| \| \| \| \| \| \| \| \| \| \| \| 5 \| \| Paul-Henri Mathieu \| 6 \| 6 \| 3 \| 6 \| 4 \| \| 5 \| \| Mikhail Youzhny \| 3 \| 2 \| 6 \| 7 \| 6 \| \| \| \| \| \| \| \| \| \| |        |                                |      |   |       |   |   |
| 1 |        | Paul-Henri Mathieu             | 4    | 6 | 1     | 4 |   |
| 1 |        | Marat Safin                    | 6    | 3 | 6     | 6 |   |
| 2 |        | Sébastien Grosjean             | 7    | 6 | 6     |   |   |
| 2 |        | Yevgeny Kafelnikov             | 6(3) | 3 | 0     |   |   |
| 3 |        | Nicolas Escudé-Fabrice Santoro | 6    | 3 | 5     | 6 | 6 |
| 3 |        | Yevgeny Kafelnikov-Marat Safin | 3    | 6 | 7     | 3 | 4 |
| |        |                                |      |   |       |   |   |
| 4 |        | Sébastien Grosjean             | 3    | 2 | 6(11) |   |   |
| 4 |        | Marat Safin                    | 6    | 6 | 7     |   |   |
| |        |                                |      |   |       |   |   |
| 5 |        | Paul-Henri Mathieu             | 6    | 6 | 3     | 6 | 4 |
| 5 |        | Mikhail Youzhny                | 3    | 2 | 6     | 7 | 6 |
| |        |                                |      |   |       |   |   |